# Nikoła Jakimowski
Nikola Jakimovski (ur. 26 lutego 1990 w Kriwej Pałance) – macedoński piłkarz występujący na pozycji pomocnika.

## Kariera klubowa
Od 2009 roku występował w klubach Makedonija Gjorče, Ferencváros, Teteks, Javor Ivanjica, Nagoya Grampus, Jagodina, Varese, Como, Bari i Benevento.